# Nienborstel
Nienborstel település Németországban, Schleswig-Holstein tartományban. Lakosainak száma 585 fő (2023. december 31.).

## Népesség
A település népességének változása:
| Lakosok száma | 565  | 594  | 587  | 596  | 596  | 582  | 585  |
|               | 1975 | 2014 | 2017 | 2019 | 2021 | 2022 | 2023 |